# Валяние

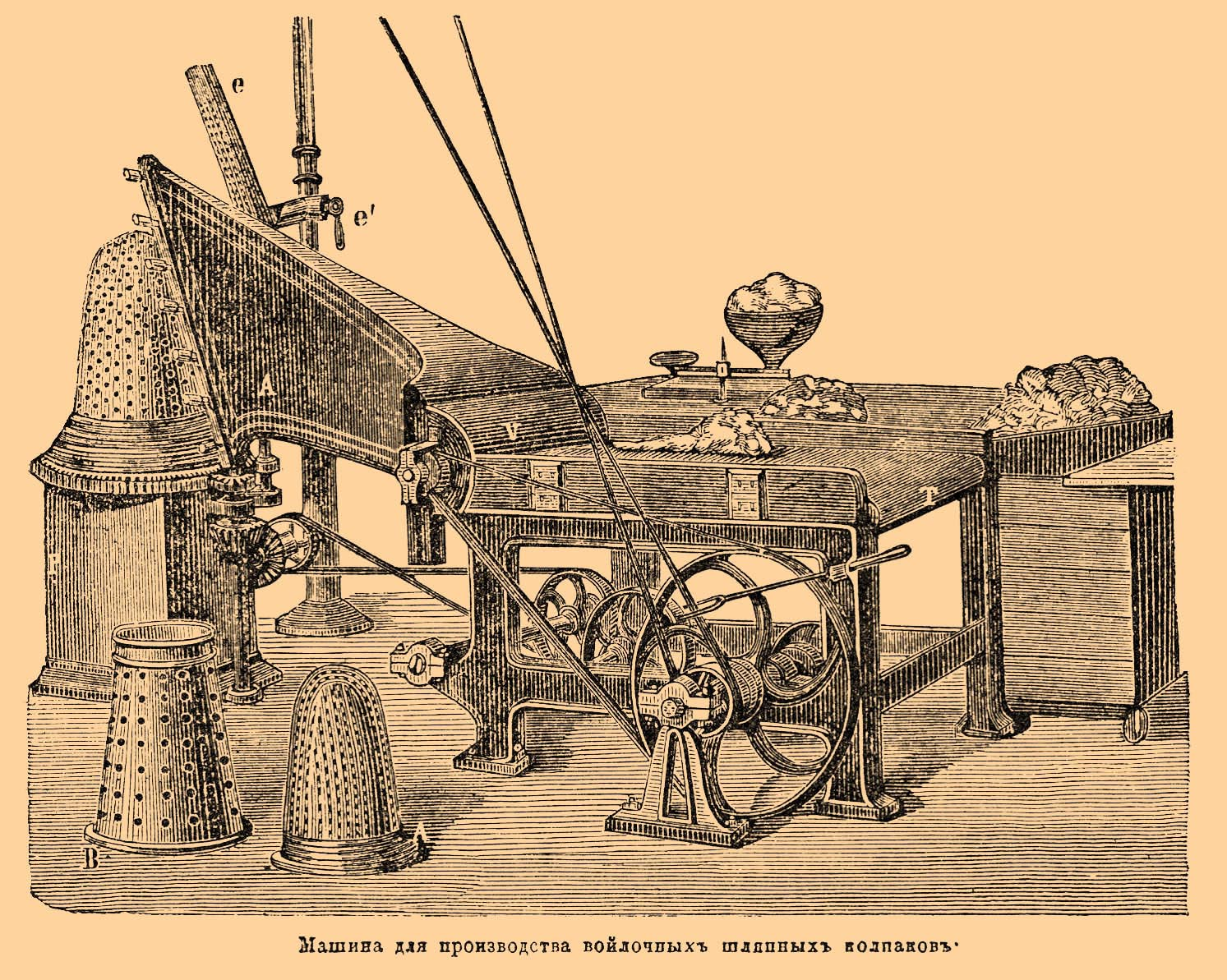
Машина для производства войлочных шляпных колпаков.

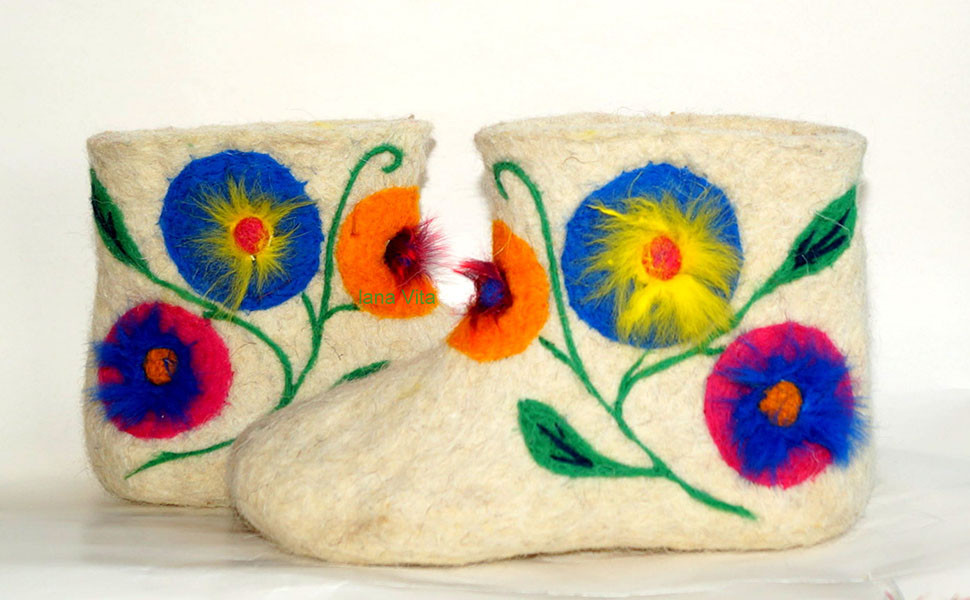
Изделие из войлока.

Валя́ние или Ва́лка, Валя́ние ше́рсти, англ. фе́лтинг (от англ. felt «войлок, фильц, набивание») — особая техника рукоделия, в процессе которой из шерсти для валяния создаётся рисунок на ткани или войлоке, объёмные игрушки, панно, декоративные элементы, предметы одежды (шапки, шляпы, обувь и так далее) или аксессуары. 
Валя́ние или валка, такой процесс обработки шерстяных изделий, в результате которого происходит свойлачивание или образование так называемого войлока. Только натуральная шерсть обладает способностью сваливаться или свойлачиваться (образовывать войлок), в другом источнике указано что шерсть и пуша (подсед, малый волос) животных обладают свойством при некоторых условиях чрезвычайно плотно перепутываться, сцепляться и, так сказать, сливаться, образуя мягкую, гибкую и более или менее эластичную массу, известную под общим именем войлока. Кто валяет магерки, или вообще кошмы, войлоки; шерстобит — Шаповал (зап.) шляповал.

## История
С развитием цивилизаций в разных местах земли около 8000 лет назад люди обнаружили способность шерсти собираться. Самый знаменитый миф о первом валяном ковре связывают с Ноевым ковчегом. По прибытии Ноя на землю обнаружилось, что овцы во время путешествия роняли шерсть и топтали её, так появился первый валяный ковер. Для валяния вначале использовали найденные остатки шерсти животных. После одомашнивания мелкого рогатого скота стало возможным использовать состриженную шерсть животных для изготовления одежды.
В XVI веке появились первые мастерские по изготовлению войлока.
В XIX веке изобрели валяльные прессы и валяльные машины.
Валка происходила посредством сдавливания и прокатывания шерсти или при механическом воздействии специальных иголок, которые спутывали шерстяные волокна.
Сегодня для домашнего валяния созданы специальные иглопробивные машины.

## Виды и типы
Валяние бывает ручное и механическое (машинное).
Различают два вида валяния шерсти: сухое и мокрое. При сухом валянии шерсть многократно протыкается специальной иглой до состояния сваливания. Во время этого процесса волокна сцепляются между собой, образуя плотный и однородный материал. Мокрое валяние осуществляется при помощи мыльного или специального раствора. Сначала выкладывается изделие из шерсти[уточнить], а потом смачивается раствором и при помощи трения производят процесс валяния. Сухое валяние применяется для создания объемных изделий — игрушек, бижутерии, фигурок, авторских кукол, а также нанесения рисунков и узоров на войлок, фетр и предварительно свалянные поделки. Мокрое валяние подходит для изготовления панно, одежды, полотен, одним словом, плоских изделий[уточнить].

## Материалы для валяния

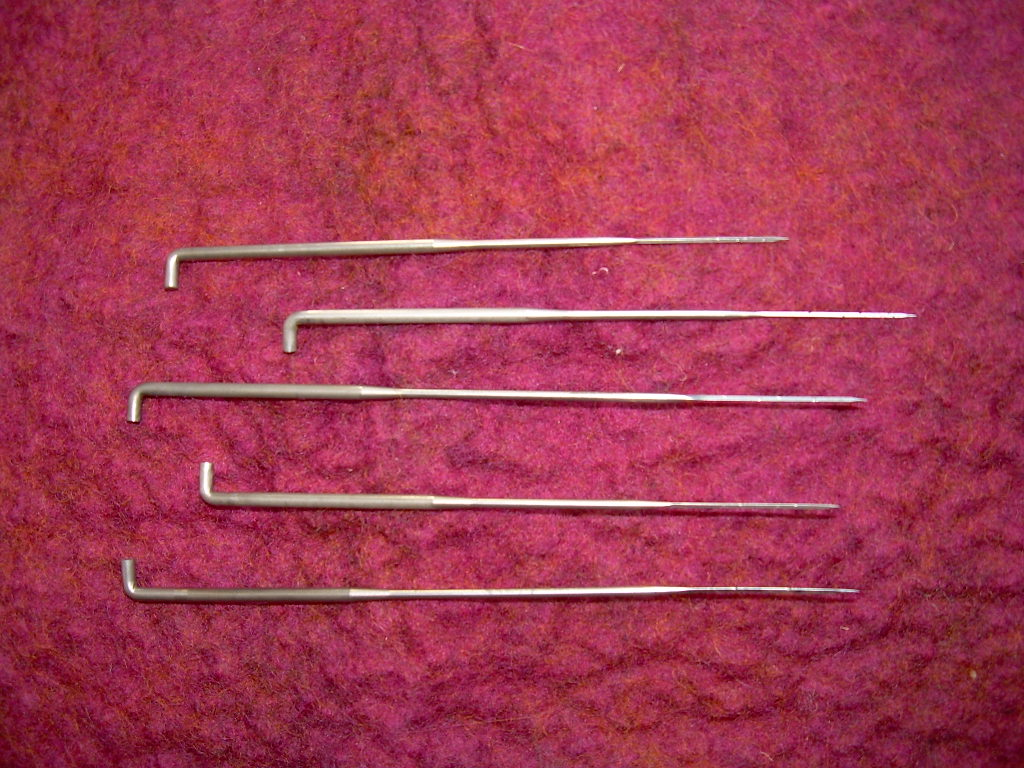
Иглы для сухого валяния.

Для сухого и мокрого валяния применяются разные расходные материалы. Для сухого валяния необходимы специальные иглы с засечками. При втыкании такой иглы в шерсть, кусочки волокон зацепляются за засечки и спутываются друг с другом. Для мокрого валяния существуют специальные растворы, но большинство мастеров обходятся обычным или жидким мылом.
Расходные материалы — шерсть мериноса, так называемая гребенная лента. Меринос может быть в виде кардочеса (шерстяная вата, где волокна перепутаны), в виде гребенной ленты (волокна в одном направлении), в виде префельта (слегка подваляное полотно шерсти . Мериносом называют тонкую шерсть тониной не больше 25.). Это основной вид шерсти, используемый для валяния. Шерсть мериноса различается по толщине и мягкости.
Для изготовления изделий из шерсти может также применяться сливер, синтепон, вата, другая шерсть для набивки. Для декорирования изделий мастера используется шёлк, органза, различные декоративные нити и волокно.
При сухом валянии игрушек могут понадобиться ещё различные материалы для изготовления игрушек: глазки, носики. Они продаются в специализированных магазинах материалов для авторской куклы.
Также существует метод валяния первоначально связанных изделий. Для вязания, как правило, выбирается 100 % шерсть мериноса, не сильно скрученная. Вначале процесса вяжется изделие и затем для того, чтобы изделие свалялось, его стирают в стиральной машине один или два, реже три цикла. Для сохранения формы вязанного изделия целесообразно фиксировать его на форме для стирки.
В последнее время получил распространение — нунофелтинг (англ. nunofelting). Нунофелтинг — это одна из разновидностей мокрого валяния шерсти на шёлке.
Таким образом получается новый вид ткани, который впоследствии используется при изготовлении одежды, шарфов и других декоративных украшений.

## Разновидности шерсти
Грубая (валеничная) овечья шерсть: светлая и тёмная. Для валяния игрушек и изделий в этническом стиле.
Сливер: расчесанная овечья шерсть, без остевых волосков. Используется как основа для валяния, с последующим наложением шерсти других цветов.
Очес: мелкие волоски с овечьей шерсти. Используется для изготовления фетра, как подложка при изготовлении ковриков, а также для набивки шитых игрушек.
Выбеленка: расчесанная, вытянутая и выбеленная овечья шерсть. Используется как поверхностная для создания светлого фона и для домашнего крашения.
Верблюжка: расчесанная шерсть верблюда. Используется для валяния игрушек и других изделий без использования шерсти-основы.
Полутонкая овечья шерсть: Используется для декора и отделки изделий.
Ангора или мохер: шерсть ангорской козы, с шелковистым блеском. Используется для декора и отделки изделий.